# M11 (motorväg)

Lägeskarta.

M11 är en motorväg i Storbritannien som går mellan London och Cambridge. Motorvägen utgår från en trafikplats i London och passerar den stora ringleden M25. Motorvägen går sedan via Harlow, Bishop's Stortford och Great Chesterford innan den går till Cambridge. Den är 88,5 km lång.